# Jenny from the Block
Jenny from the Block – główny singel promujący trzeci album studyjny Jennifer Lopez – This Is Me... Then. Został wyprodukowany przez Cory’ego Rooneya, Troya Olivera i Poke & Tone. singel został wydany w  2002 i szybko stał się numerem jeden w Kanadzie. Piosenka nawiązuje do dwóch poprzednich albumów Lopez On the 6 i J. Lo.

## Informacje
Piosenka pokazuje kontrast dwóch epok życia Lopez: dorastania w Bronksie i bycia gwiazdą. Deklaruje ona, że nadal jest „Jenny z osiedla”. Wiele wokalistek, np. Fergie i Gwen Stefani tak samo, jak Lopez napisały utwory podobne do „Jenny from the Block” (Fergie:"Glamorous”, a Gwen Stefani: „Orange County Girl”).

## Lista utworów
UK CD 1
1. „Jenny from the Block” (Bronx Remix (No Rap) Edit) – 2:59
2. „Alive” (Thunderpuss Radio Mix) – 4:18
3. „Play” (Thunderpuss Club Mix) – 8:19

UK CD 2
1. „Jenny from the Block” (Track Masters Remix) – 3:09
2. „Jenny from the Block” (Bronx Instrumental) – 3:08
3. „Love Don’t Cost a Thing” (HQ2 Club Vocal Mix) – 10:54

Australijski CD single
1. „Jenny from the Block” (Track Masters Remix) – 3:09
2. „Jenny from the Block” (Rap a Cappella) – 2:59
3. „Jenny from the Block” (Bronx Remix (No Rap) Edit) – 2:50
4. „Alive” (Thunderpuss Club Mix) – 8:56

## Pozycje na listach przebojów
| Lista (2002)                           | Najwyższa pozycja |
| -------------------------------------- | ----------------- |
| Belgian Ultratop 50 Singles (Flandria) | 7                 |
| Belgian Ultratop 40 Singles (Walonia)  | 6                 |
| Danish Singles Chart                   | 3                 |
| Dutch Top 40                           | 3                 |
| European Hot 100 Singles               | 4                 |
| Finnish Singles Chart                  | 18                |
| French SNEP Singles Chart              | 5                 |
| Irish Singles Chart                    | 12                |
| Italian FIMI Singles Chart             | 4                 |
| Latvian Airplay Top 40                 | 7                 |
| New Zealand RIANZ Singles Chart        | 6                 |
| Swiss Singles Chart                    | 4                 |
| UK Singles Chart                       | 3                 |

| Lista (2002)                         | Najwyższa pozycja |
| ------------------------------------ | ----------------- |
| U.S. Billboard Hot 100               | 3                 |
| U.S. Billboard Hot R&B/Hip-Hop Songs | 22                |
| Lista (2003)                         | Pozycja           |
| Australian ARIA Singles Chart        | 5                 |
| Ö3 Austria Top 40                    | 7                 |
| Canadian Singles Chart               | 1                 |
| German Singles Chart                 | 7                 |
| Hungarian Mahasz Singles Chart       | 4                 |
| Norwegian Singles Chart              | 5                 |
| Romanian Top 100                     | 5                 |
| Swedish Singles Chart                | 7                 |